# گابی لاسکی
گابریلا «گابی» لاسکی شوتز (به عبری: גבריאלה "גבי" שוץ לסקי‎) یک سیاستمدار، وکیل، فمینیست، فعال حقوق بشر و فعال اجتماعی اسرائیلی است. از سال ۲۰۲۱ تا ۲۰۲۲ او به عنوان نماینده حزب مرتز عضو پارلمان اسرائیل بود. او بین سال‌های ۲۰۱۳ تا ۲۰۱۸ عضو شورای شهر تل‌آویو بود و به نمایندگی از مرتز، دبیرکل سازمان اسرائیلی صلح اکنون بود. لاسکی به عنوان یک وکیل حقوق بشر، پرونده‌های شکنجه، حبس کاذب، و خشونت پلیس در اسرائیل، غزه و کرانه باختری را مستند می‌کند و به آنها پاسخ می‌دهد.

## زندگی‌نامه
لاسکی در مکزیکوسیتی، مکزیک در خانواده ای یهودی به دنیا آمد. در سال ۱۹۸۲ او در سن ۱۵ سالگی به تنهایی به اسرائیل نقل مکان کرد و به مدرسه ای رفت که توسط جنبش جوانان علیا اداره می‌شد. خانواده او بعداً به او پیوستند.
او در کالج مدیریت، دانشگاه تل آویو، و دانشگاه نورث وسترن تحصیل کرده‌است. در دوران دانشجویی شولامیت آلونی را تحسین کرد و اولین رئیس سازمان دانشجویی مرتز شد.
او یکی از شرکای شرکت حقوقی خود به نام «گابی لاسکی و همکاران» است که در زمینه آزادی بیان و حق اعتراض تخصص دارد. او بر بسیاری از پرونده‌های پرمخاطب کار کرده‌است، از جمله: مخالفان خدمت وظیفه که از ثبت نام برای خدمت اجباری سربازی امتناع می‌کنند، افشاگران، و غیرنظامیان فلسطینی دستگیر شده توسط نیروهای امنیتی اسرائیل. وی برخی از پرونده‌های خود را در دادگاه عالی اسرائیل دفاع کرده‌است.
او وکالت افراد و سازمان‌های متعددی را برعهده داشته‌است: یوناتان پولک از سازمان ضد اشغال آنارشیست‌ها علیه دیوار، عضو جناح گوش شالوم در مبارزه قانونی علیه قانون ضد بایکوت اسرائیل، فعالان سیاسی سازمان زنان محوسم واچ (که بر پست‌های بازرسی اسرائیل که تردد غیرنظامیان فلسطینی را کنترل می‌کند نظارت دارد)، سازمان حقوق بشر بتسلیم، دارین طاطور، شاعر عربی که توسط اسرائیل تحت تعقیب قرار گرفت و به دلیل انتشار شعری در فیس بوک زندانی شد، و همچنین عهد تمیمی، یک فعال فلسطینی نوجوان که به دلیل سیلی زدن به یک سرباز مسلح که وارد حیاط خانه اش شده بود توسط اسرائیل به زندان افتاد. لاسکی مشاور حقوقی سازمان‌های اعتراضی و تحول‌خواه اجتماعی، از جمله کمیته عمومی علیه شکنجه در اسرائیل و شکستن سکوت است و قبلاً رئیس کمیته قانون‌گذاری حقوق بشر کانون وکلای اسرائیل بود.
لاسکی یک فعال سیاسی و اجتماعی فمینیست و از اعضای حزب سیاسی مرتز است. او پنج سال به عنوان عضو شورای شهر تل آویو فعالیت کرد و پیش از آن یک بار برای کنست (پارلمان اسرائیل) نامزد شده بود. وی در انتخابات آوریل ۲۰۱۹ نیز نامزد شد. او در اوایل دهه ۲۰۰۰دبیرکل سازمان صلح اکنون بود. لاسکی فرایند تصویب محتوای قطعنامه ۱۳۲۵شورای امنیت سازمان ملل متحد در مورد گنجاندن زنان در نقش‌های کلیدی تصمیم‌گیری را به عنوان قانون شهرداری تل آویو را کلید زد. او رئیس کمیسیون شهرداری برای ارتقای جایگاه زنان و برابری جنسیتی و مشاور شهردار در امور پایداری و شهرسازی است.
در سال ۲۰۱۲، لاسکی از سوی انجمن حقوق مدنی در اسرائیل جایزه حقوق بشر امیل گرینزوایگ را دریافت کرد. در اطلاعیه جایزه، دلیل ذکر شده این‌چنین است: لاسکی ستون مرکزی فعالان اسرائیل و سرزمین‌های اشغالی است که به‌طور خستگی‌ناپذیر برای حفظ حقوق خود تلاش می‌کنند، اغلب بدون هیچ گونه مزدی… لاسکی در فعالیت‌های عمومی و اقدامات چشمگیر خود پیامی روشن به جامعه اسرائیل می‌فرستد: مبارزه برای تضمین حقوق بشر و مدنی در اسرائیل و به‌ویژه برای تضمین حقوق ضعیف‌ترین و آسیب‌پذیرترین افراد در میان ما همچنان ادامه دارد.
در ۶ اوت ۲۰۱۹، گابی لاسکی، وکیل اسرائیلی، جایزه حقوق بشر را به یاد وکیل سوئدی، آنا داهلباک دریافت کرد. گابی لاسکی از کوچک شدن فضای دموکراتیک در اسرائیل-فلسطین و اینکه چگونه مدافعان حقوق بشر، مانند خودش، مورد حمله قرار می‌گیرند و به عنوان خائن تلقی می‌شوند، توضیح داد. گابی لاسکی همچنین حمایت بی‌دریغ و سرسخت خود را از حقوق جهانی بشر ابراز کرد.
لاسکی همچنین از اعضای هوایا است، سازمانی که به سازماندهی مراسم ازدواج یهودیان خارج از چارچوب اجباری ارتدکس اسرائیل اختصاص دارد.
لاسکی متأهل است، دو فرزند دارد و در تل آویو زندگی می‌کند.